# Amurschnellläufer
Der Amurschnellläufer (Takydromus amurensis, jap. アムールカナヘビ, Amūru-Kanahebi) ist eine Reptil aus der Gattung der Schnellläufer-Eidechsen (Takydromus).

## Merkmale
Der Amurschnellläufer ist 22 bis 26 cm groß. Die Kopf-Rumpf-Länge liegt bei 6 bis 8 cm und die Schwanzlänge erreicht die zwei- bis dreifache Länge. Die Oberseite der Eidechse hat einen braunen oder olivgrauen Grundton, der einfarbig ist oder unregelmäßige dunkle Flecken aufweist. Die Körperunterseite ist gelblich bis grünlich-weiß. Eine in Größe und Färbung sehr ähnlich aussehende Art ist der Japanische Schnellläufer (Takydromus tachydromoides), der jedoch nicht sympatrisch vorkommt.

## Lebensweise
Der Amurschnellläufer kommt im Grasland und entlang von Bächen und Felsgruppen vor. Die Fortpflanzungszeit beginnt Anfang Mai. Im Norden des Verbreitungsgebietes legen die Weibchen ein bis zwei Gelege pro Jahr, wohingegen sie weiter im Süden drei legen. Jedes Gelege enthält jeweils zwei bis acht Eier, die vom Weibchen in einem Loch begraben werden. Die Jungtiere brauchen nach dem Schlüpfen drei Jahre um die Geschlechtsreife zu erreichen. Die Nahrung des Amurschnellläufers besteht vermutlich hauptsächlich aus am Boden lebenden Wirbellosen.

## Verbreitungsgebiet

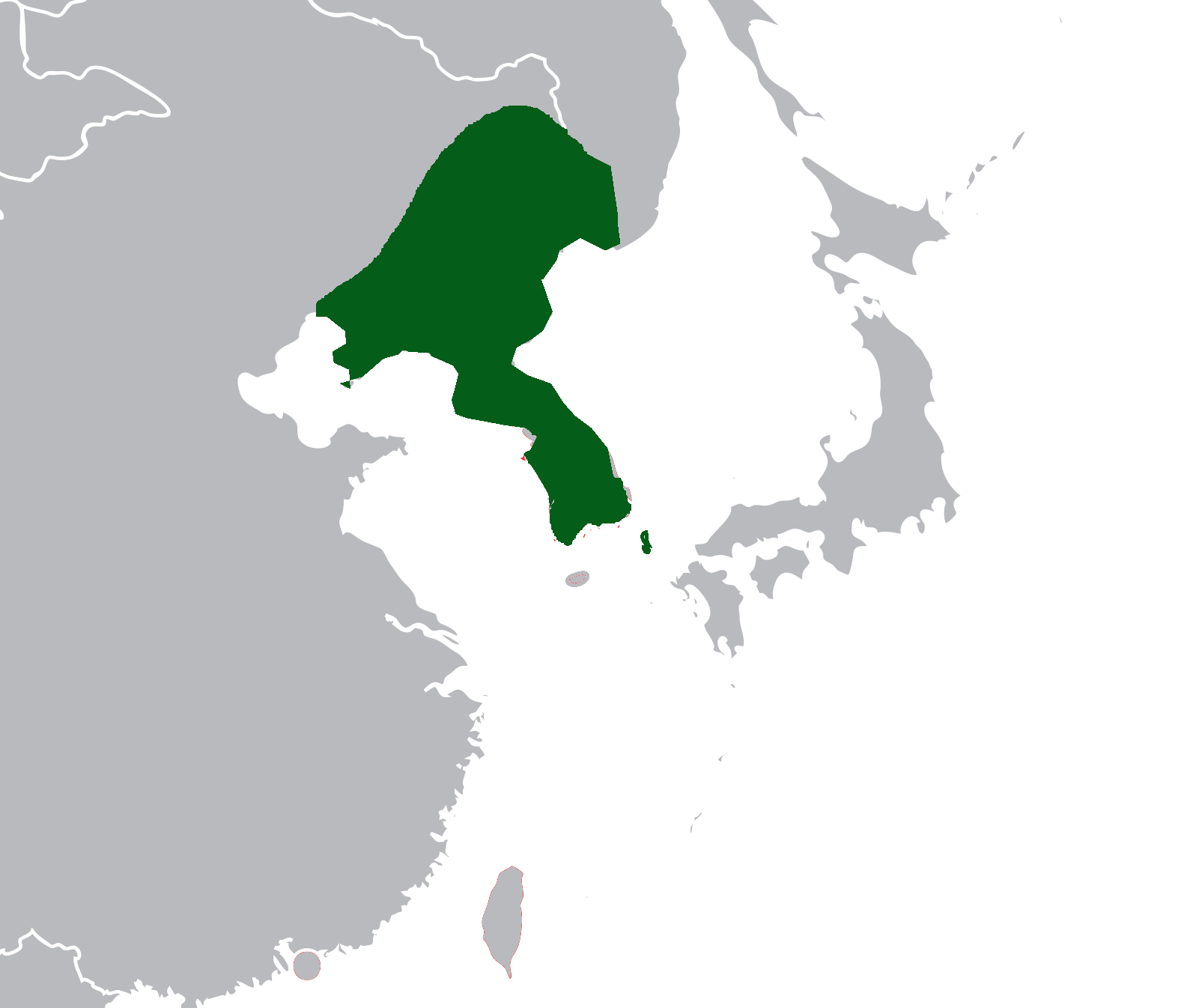
Verbreitungsgebiet von Takydromus amurensis

Die Eidechsenart ist in Korea und in angrenzenden Teilen Chinas, Russlands und Japans (Nord-Tsushima) verbreitet. Namensgebend für den Amurschnellläufer ist der nordöstlich Koreas gelegene Fluss Amur. Die IUCN stuft die Art als nicht gefährdet („Least Concern“) ein.

## Taxonomie
Takydromus amurensis wurde 1881 von dem deutschen Naturforscher Wilhelm Peters als Tachydromus amurensis erstbeschrieben. Es werden keine Unterarten unterschieden.

## Siehe auch

Ähnliche Arten
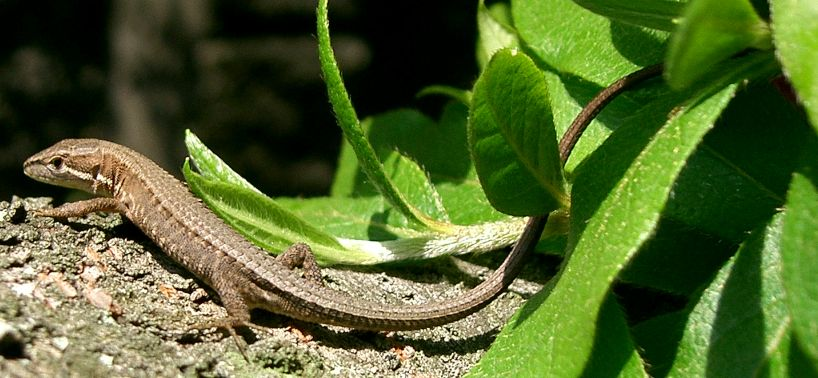
Japanischer Schnellläufer T. tachydromoides
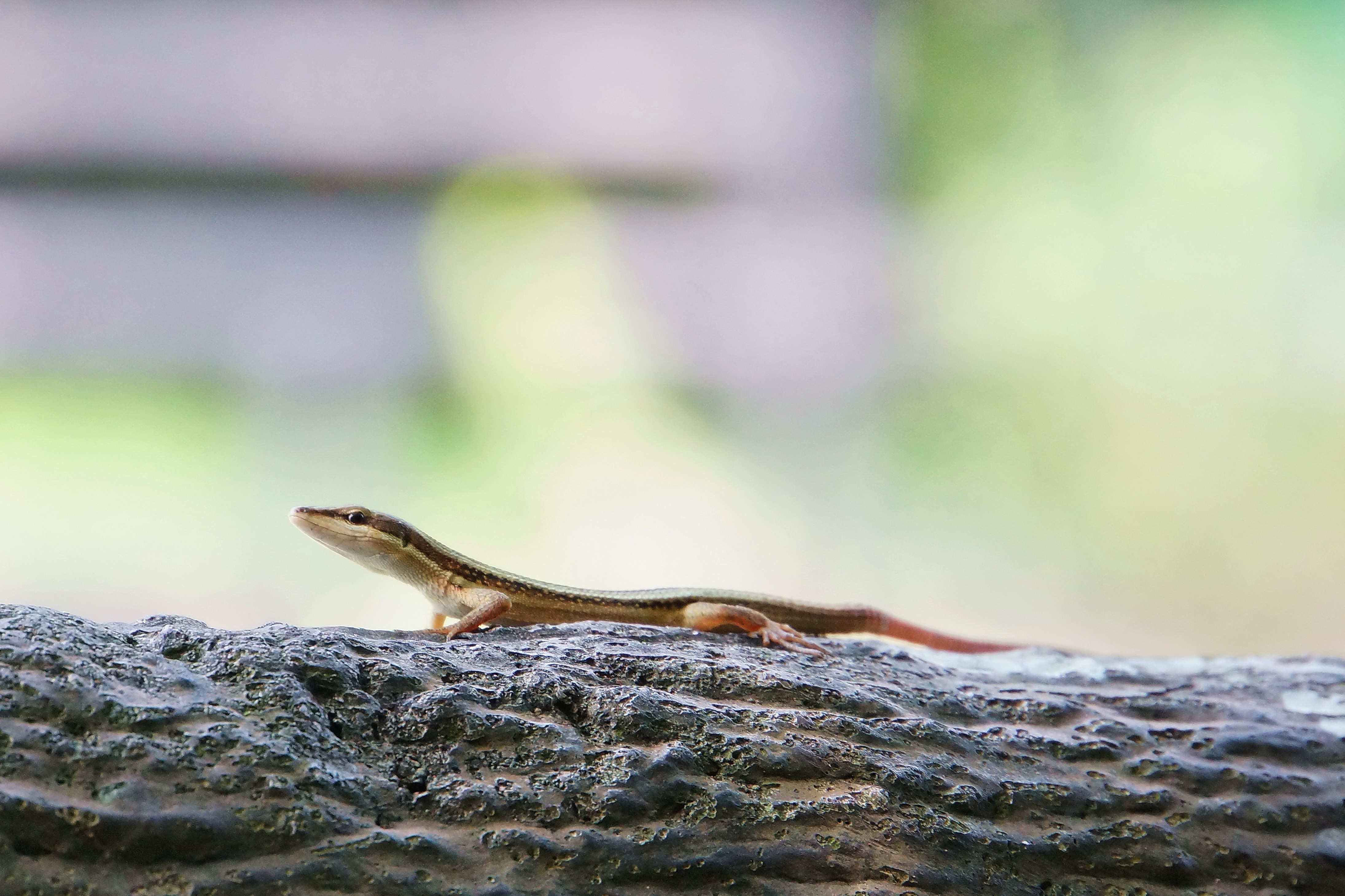
Kühnes Langschwanzeidechse T. kuehnei
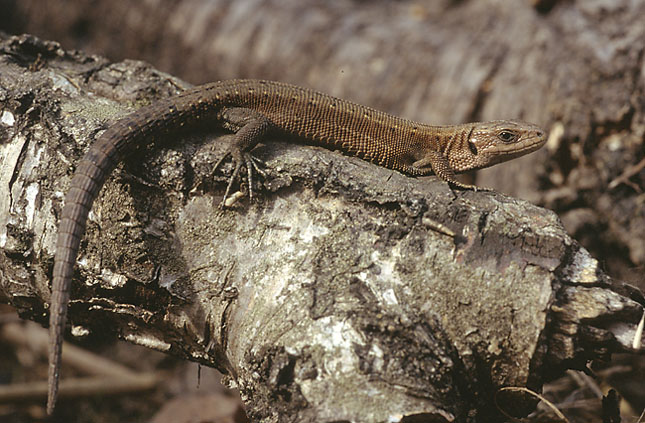
Waldeidechse Zootoca vivipara